# Берналь
Берна́ль (ісп. Bernal) — місто, розташоване в аргентинській провінції Буенос-Айрес в окрузі Кільмес.

## Історія
Після того як Хуан де Гарай заснував місто Буенос-Айрес, навколишні землі були розділені між його супутниками. Місцевість, де нині знаходиться Берналь, відійшла до Педро де Хереса і Луїса Гайтана.
1795 року Хуан Антоніо де Санта Колома купив ці землі і збудував там будинок, де жив разом з дружиною і 13-ма дітьми. 1807 року англійці під час свого вторгнення до Ріо-де-Ла-Плати захопили цей маєток і використовували його як штаб-квартиру. Пізніше цей будинок, який одним з найстаріших у Берналі, був пожертвуваний сестрам-салезіянкам, які зберегли його до наших днів. Нині він є національною історичною пам'яткою Аргентини.
Історія формування міста Берналь тісно пов'язана з родиною Берналь. Родина Берналь була однією з впливових родин Буенос-Айреса ще з колоніальних часів. В середині ХІХ століття нащадок сім'ї дон Педро Берналь побудував ферму в окрузі Кільмес і звів там будинок. 1850 року він розділив землю на дрібніші наділи, де поселилися інші родини (Моліна Салас, Аєрса, Тассо і Беглі). 1850 вважається офіційним роком заснування міста Берналь.
1878 року один з синів Берналя — Фелікс — пожертвував частину своїх земель на будівництво залізничної станції, яка відтак була названа його іменем.
1882 року у місті Берналь відкривається перша школа.
1885 року проводиться телефонна лінія з Берналя до Буенос-Айреса.
1889 року у Берналі було встановлено перший в Аргентині пам'ятник Христофору Колумбу. Того ж року у місті відкривається сірникова фабрика.
28 квітня 1895 року у місті освячено першу церкву, а 1898 року засновано новіціят сестер-салезіянок.
26 листопада 1898 року у Берналі відкривається перше велике підприємство — паперова фабрика.
1905 року через місто починає ходити трамвай, а 1906 року було встановлено систему електричного освітлення вулиць.
1911 року у Берналі було відкрито поліцейський відділок і проведено газ для населення.
1915 року у місті відривається перша публічна бібліотека і починає виходити перша газета.
У 1930-х роках у місті відкривалася велика кількість промислових підприємств, які давали роботу багатьом робітникам і стимулювали розвиток міста.
1954 року у Берналі було відкрито Регіональний історичний музей імені адмірала Брауна.
1960 року Берналь отримав статус міста.
1970 року на вул. Сан-Мартіна у Берналі було встановлено скульптуру матері роботи Нобелівського лауреата Адольфо Переса Есківеля.
Політика, яка проводилася аргентинським урядом з 1976 року, посприяла закриттю значного числа підприємств у Берналі.

## Адміністративний поділ
Берналь складається з таких районів (ісп. barrio): Барріо Парке, Вілья Крамер, Вілья Алькіра, Берналь Сентро та інших.

## Географія
Берналь розташований на березі річки Ла-Плата. На півночі межує з округами Авельянеда і Ланус, на заході — з округом Ломас-де-Самора, на півдні — з містом Кільмес.
Місто розташоване на рівнинній болотистій місцевості, яка часто підтоплюється.
Берналь ролзташований у сейсмічно нестійкій зоні. 1888 року тут стався землетрус магнітудою 5,5 балів за шкалою Ріхтера, 2018 року — 3,8 балів.
Природних ландшафтів на території Берналя не збереглося, останні осередки недоторканої природи хникли ще на початку ХХ ст.

### Клімат
Клімат міста Берналь вологий субтропічний (Cfa за класифікацією Кеппена), змінений через урбанізацію.
| Клімат Берналя          | Клімат Берналя | Клімат Берналя | Клімат Берналя | Клімат Берналя | Клімат Берналя | Клімат Берналя | Клімат Берналя | Клімат Берналя | Клімат Берналя | Клімат Берналя | Клімат Берналя | Клімат Берналя | Клімат Берналя |
| Показник                | Січ.           | Лют.           | Бер.           | Квіт.          | Трав.          | Черв.          | Лип.           | Серп.          | Вер.           | Жовт.          | Лист.          | Груд.          | Рік            |
| Абсолютний максимум, °C | 37,7           | 35,1           | 33,3           | 29,6           | 27,4           | 18,7           | 20,1           | 30,3           | 23,8           | 32,4           | 32,3           | 32,3           | 29,4           |
| Середній максимум, °C   | 31,2           | 29,9           | 28,0           | 24,5           | 20,1           | 15,2           | 14,5           | 19,2           | 17,9           | 22,8           | 26,5           | 27,9           | 23,1           |
| Середня температура, °C | 25,0           | 24,2           | 23,2           | 18,9           | 15,4           | 10,9           | 10,1           | 14,3           | 13,3           | 17,5           | 21,1           | 22,5           | 18,0           |
| Середній мінімум, °C    | 20,4           | 19,8           | 19,2           | 14,4           | 11,7           | 7,4            | 6,4            | 10,3           | 9,5            | 12,8           | 16,7           | 18,2           | 13,9           |
| Абсолютний мінімум, °C  | 13,4           | 14,4           | 13,4           | 7,6            | 4,9            | 1,1            | 1,3            | 4,5            | 2,4            | 7,1            | 10,7           | 11,5           | 7,7            |
| Норма опадів, мм        | 37.2           | 153.0          | 124.7          | 29.9           | 41.1           | 18.3           | 109.2          | 25.8           | 110.7          | 154.7          | 174.6          | 153.6          | 1132.8         |
| ----------------------- | -------------- | -------------- | -------------- | -------------- | -------------- | -------------- | -------------- | -------------- | -------------- | -------------- | -------------- | -------------- | -------------- |

| Метеорологічні дані Берналя | Метеорологічні дані Берналя | Метеорологічні дані Берналя | Метеорологічні дані Берналя | Метеорологічні дані Берналя | Метеорологічні дані Берналя | Метеорологічні дані Берналя | Метеорологічні дані Берналя | Метеорологічні дані Берналя | Метеорологічні дані Берналя | Метеорологічні дані Берналя | Метеорологічні дані Берналя | Метеорологічні дані Берналя | Метеорологічні дані Берналя |
| Місяці                      | Січ                         | Лют                         | Бер                         | Кві                         | Тра                         | Чер                         | Лип                         | Сер                         | Вер                         | Жов                         | Лис                         | Гру                         | Рік                         |
| --------------------------- | --------------------------- | --------------------------- | --------------------------- | --------------------------- | --------------------------- | --------------------------- | --------------------------- | --------------------------- | --------------------------- | --------------------------- | --------------------------- | --------------------------- | --------------------------- |
| Максимальний тиск (гПа)     | 1021.6                      | 1019.9                      | 1022.2                      | 1026.1                      | 1028.7                      | 1029.3                      | 1028.7                      | 1028.7                      | 1034.3                      | 1029.5                      | 1018.0                      | 1020.3                      | 1025.6                      |
| Середній тиск (гПа)         | 1013.3                      | 1011.3                      | 1012.9                      | 1017.0                      | 1015.6                      | 1018.5                      | 1018.4                      | 1016.3                      | 1019.0                      | 1013.9                      | 1008.7                      | 1012.4                      | 1014.8                      |
| Мінімальний тиск (гПа)      | 1002.1                      | 1000.2                      | 1003.4                      | 1001.1                      | 1005.9                      | 1003.0                      | 988.9                       | 997.5                       | 1000.7                      | 996.0                       | 994.6                       | 1000.9                      | 999.5                       |
| Вітер: швидкість (км/год)   | 59                          | 70                          | 53                          | 50                          | 46                          | 59                          | 81                          | 61                          | 68                          | 66                          | 80                          | 52                          | 62                          |
| Вітер: напрям               | С                           | ПнС                         | ПнС                         | ПнС                         | Ш                           | ПдЗ                         | ПнЗ                         | ПнС                         | С                           | ПнС                         | С                           | С                           | С-ПнС                       |

## Населення
Згідно з переписом (INDEC) 2001 року в Берналі нараховувалося 109 790 жителів. За кількістю населення місто посідає друге місце в окрузі Кільмес і 37-ме в Аргентині.
Берналь входить до складу повністю урбанізованого округу Кільмес і фактично злився з іншими населеними пунктами, які його формують. Округ Кільмес в свою чергу є частиною міської агломерації Великий Буенос-Айрес (Південна Зона, Друге кільце).
Під час перепису 2010 року для округів Великого Буенос-Айреса підраховувалася лише кількість жителів усього округу, а не окремих населених пунктів, що його складають, тому що межі між ними досить умовні. Відтак останні точні дані про населення Берналя за 2001 рік.

## Освіта
У місті Берналь діє велика кількість освітніх закладів різних рівнів і форм власності.
| Загальна кількість закладів освіти у Берналі | Загальна кількість закладів освіти у Берналі | Загальна кількість закладів освіти у Берналі | Загальна кількість закладів освіти у Берналі | Загальна кількість закладів освіти у Берналі |
| Тип власності                                | Початкова освіта                             | Середня базова                               | Середня                                      | Технічна                                     |
| -------------------------------------------- | -------------------------------------------- | -------------------------------------------- | -------------------------------------------- | -------------------------------------------- |
| Державні                                     | 19                                           | 17                                           | 5                                            | 1                                            |
| Приватні                                     | 10                                           | 4                                            | 9                                            | 0                                            |

У Берналі знаходяться два університети:
- філія державного Національного університету Кільмеса, яка налічує 18900 студентів і пропонує такі спеціальності: електроакустика[es], суднобудування, інженерія харчової промисловості, біотехнологія тощо
- філія приватного Католицького університету Ла-Плати, яка пропонує такі спеціальності: адвокат, аукціоніст, брокер, бухгалтер, управління підприємством, архітектура, дизайн інтер'єрів

Також у місті діє педагогічний інститут.

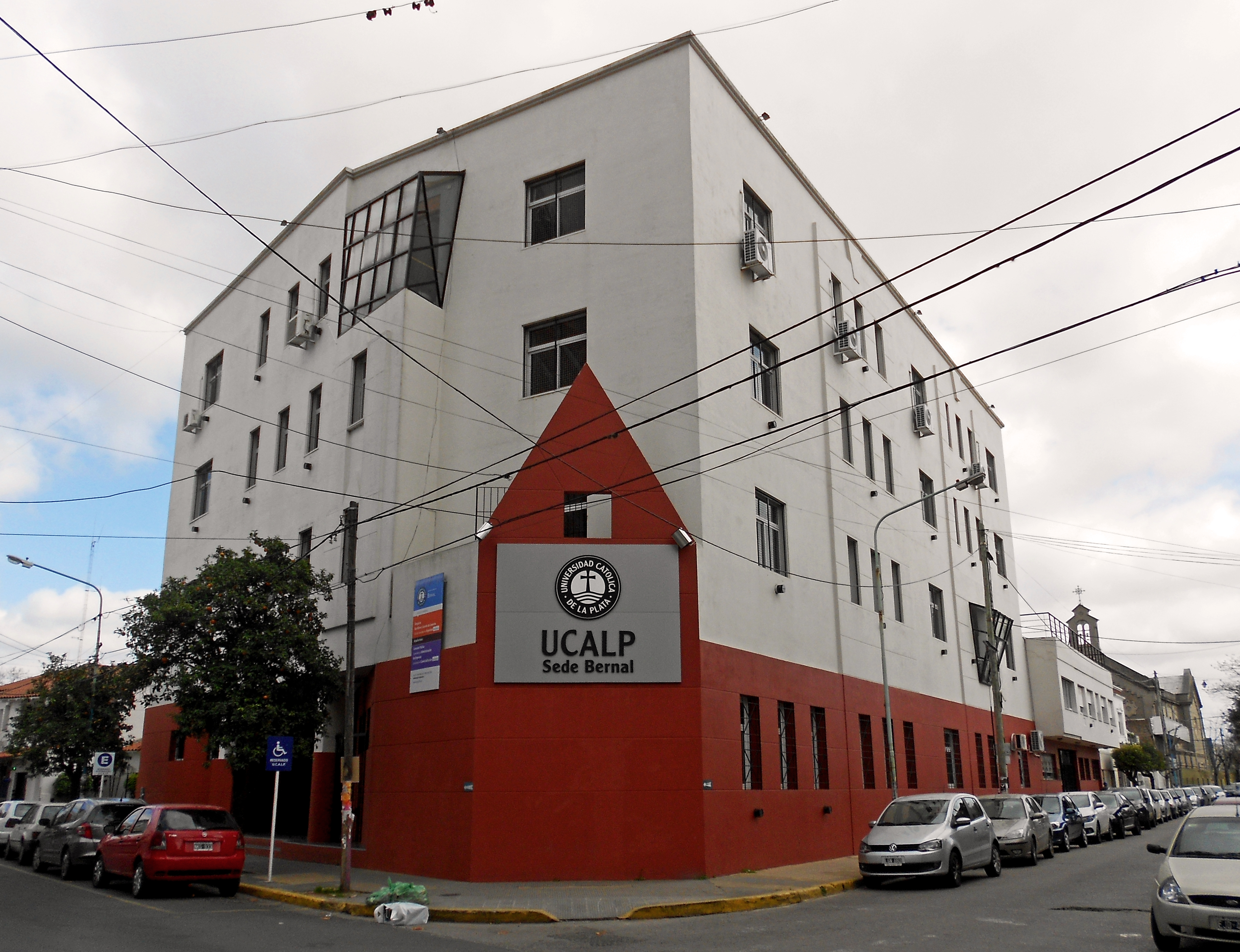
Філія Католицького університету Ла-Плати у Берналі
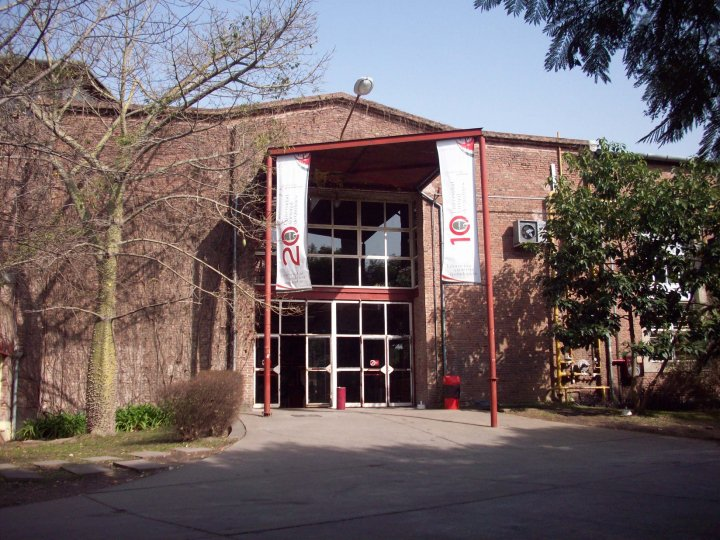
Філія Національного університету Кільмеса

## Транспорт
Через Берналь проходить залізниця, яка ділить місто на дві частини — західну і східну. З 1898 року у місті діє станція Залізниці ім. Роки, яка нині обслуговує приміські поїзди. З 2016 року вона має два перони — для дизельних і електричних поїздів.
Оскільки Берналь є передмістям Буенос-Айреса, через нього проходить багато маршрутів міського громадського транспорту.
З 1905 по 1962 роки у Берналі існував трамвай. Нині по його маршруту ходить автобус.

## Спорт
У Берналі діє 33 спортивних клуби, зокрема:
- Ateneo Bernal Club (ABC)
- C.A.S.B.O. (Club Atlético y Social Bernal Oeste)
- CAB (Club Atlético Bernal)
- Club Social y Deportivo Juventud de Bernal
- Asociación Vecinal de Fomento Bernal Oeste (AVFBO)
- Sociedad de Fomento «El Progreso»
- Sociedad de Fomento «Villa Urquizú»
- Ateneo Cultural y Deportivo Don Bosco

## Галерея

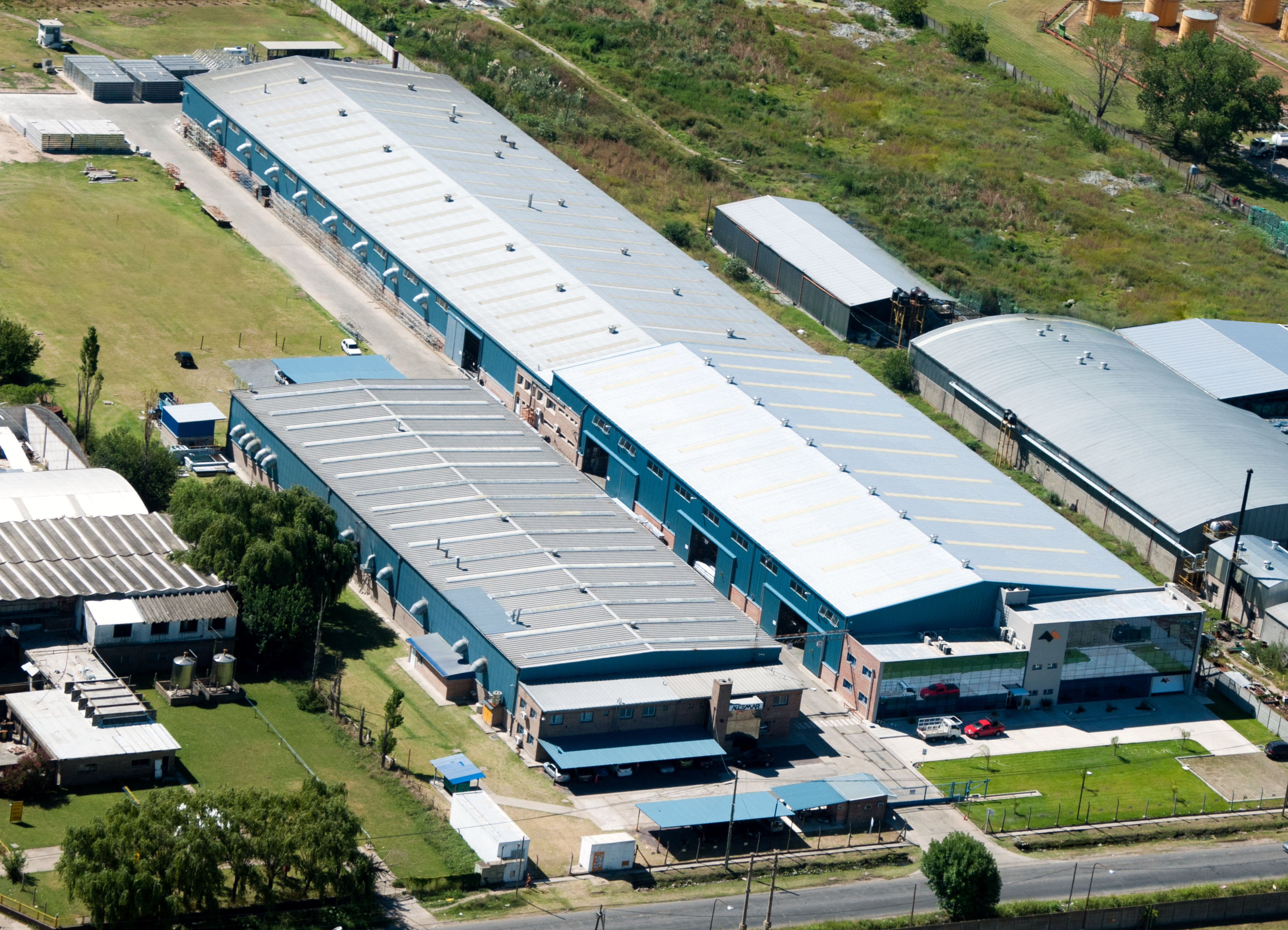
Алюмінієвий завод у Берналі
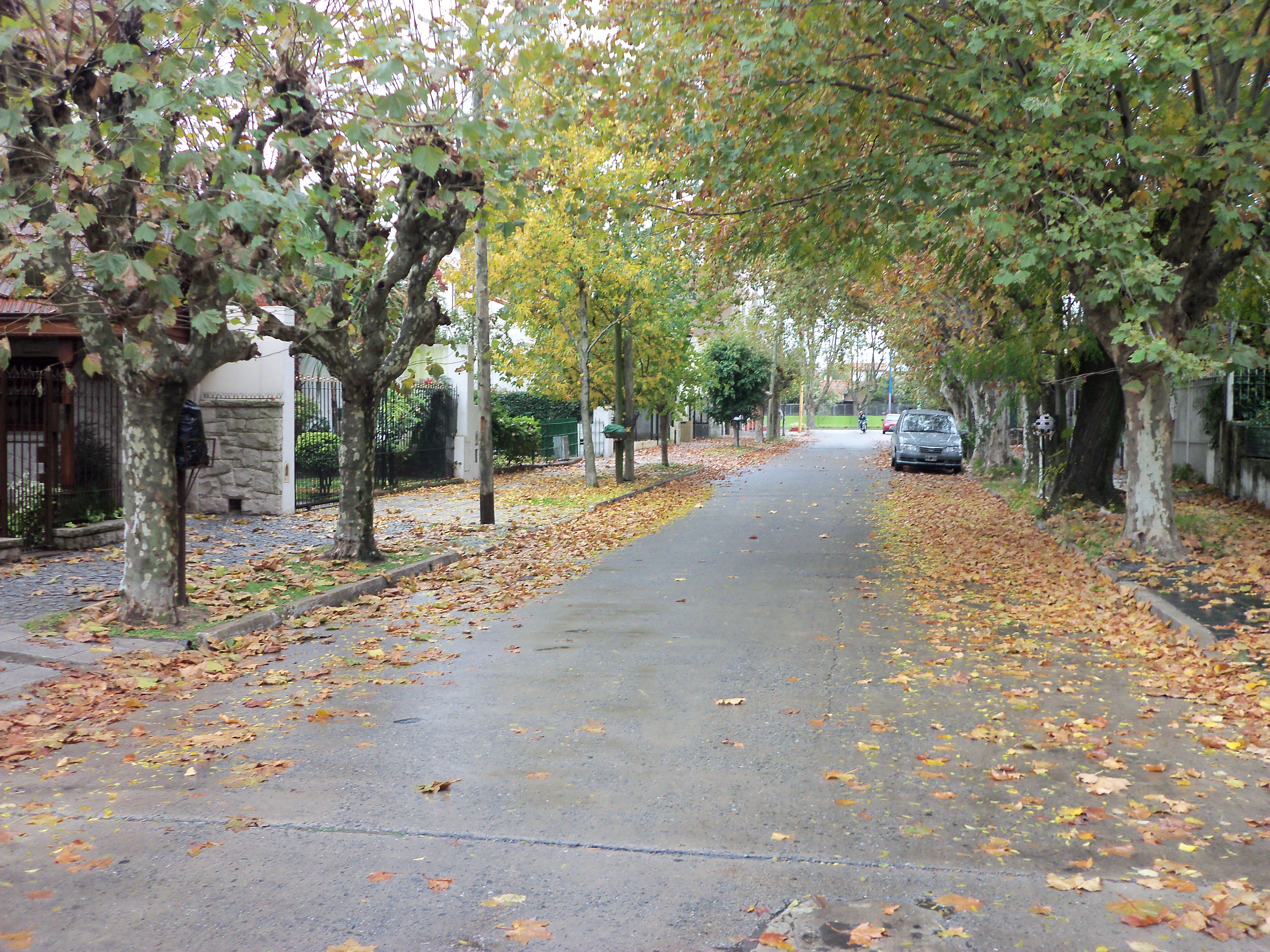
Вулиця у Берналі
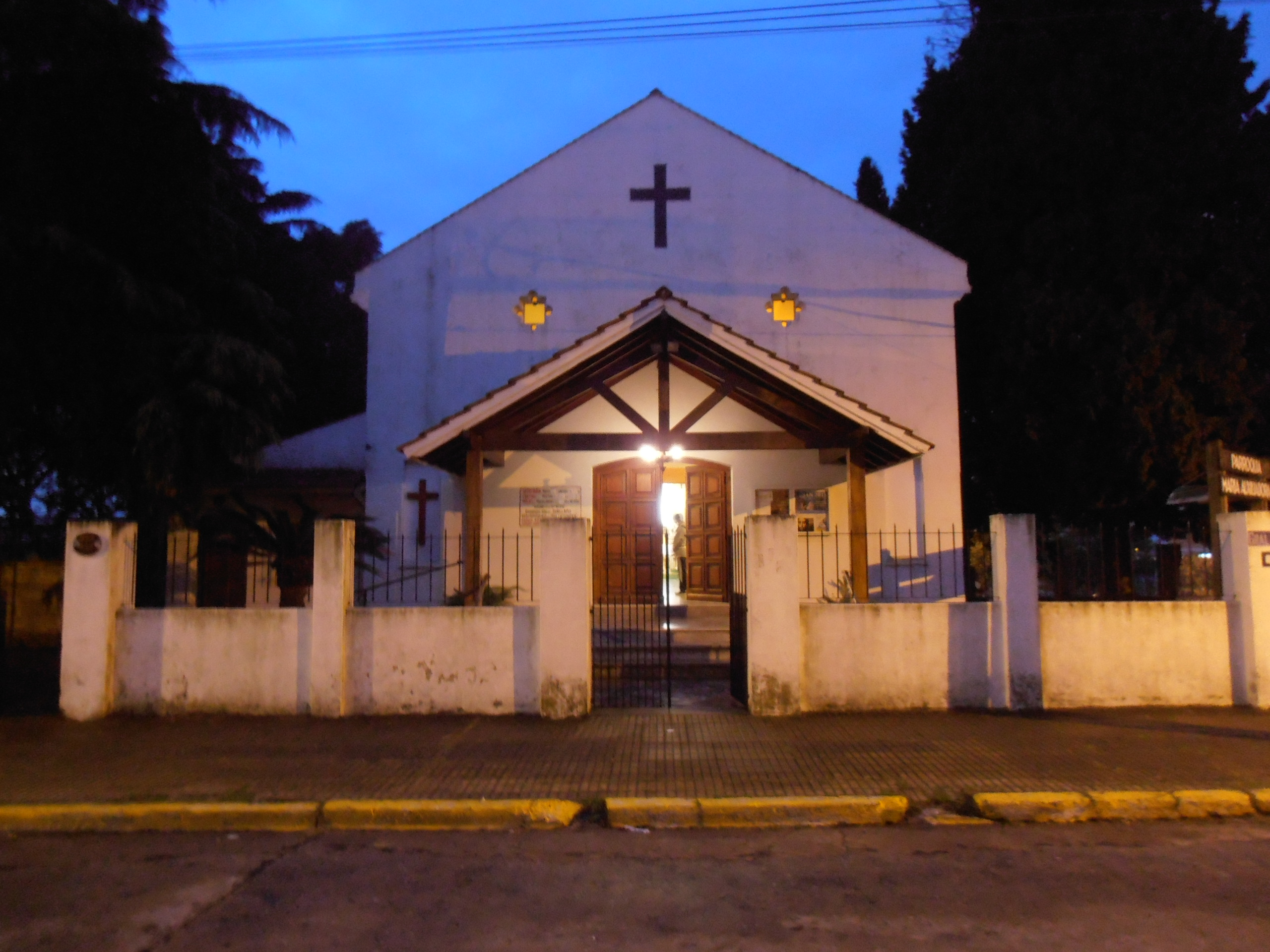
Будинок, де народився Мартін де Санта-Колома (1795)